# Emile Gosselin
Emile Gosselin (Leuven, 17 november 1921 - Oostende, 13 maart 1982), beter bekend als "Milou" Gosselin, was een Belgisch baanwielrenner. Hij was beroepsrenner van 1941 tot 1956.
Hij was een specialist van de sprint op de baan. In het begin van zijn profcarrière moest hij het opnemen tegen Jef Scherens. Hij werd Belgisch kampioen in 1943 en in de pers werd hij toen als de opvolger van "Poeske" Scherens beschouwd. Gosselin zou evenwel geen absolute topper zoals Scherens worden. Hij werd tweede in het Belgisch sprintkampioenschap in 1942, 1944 en 1946, telkens achter Scherens. In 1948 en 1950 werd hij nogmaals tweede. Pas na het tijdperk-Scherens, van 1951 tot 1956, won hij de Belgische titel zesmaal na elkaar. Hij won vele internationale wedstrijden, waaronder de laatste twee edities van de Franse Grand Prix de l’UVF in 1943 en 1945. Hij kon echter nooit het podium behalen op de wereldkampioenschappen baanwielrennen. 
Gosselin nam ook deel aan zesdaagsen, soms aan de zijde van zijn broer Pierrot.
Na zijn loopbaan werd hij uitbater van een restaurant in Oostende.